# クリス松村
クリス 松村（くりす まつむら）は、日本のタレント、フィットネスインストラクター、ディスクジョッキー。オランダ・ハーグ出身。アヴィラ所属。

## 来歴
外務省職員の長男（男3兄弟）として、オランダのデン・ハーグに生まれる。その後パキスタンに移るが5歳の時に帰国し学習院初等科に入学。秋篠宮文仁親王と学友の実弟、清子内親王（現・黒田清子）の学友で弁護士の実弟もいる。その後は英国ロンドンへ渡ったほか、米国、カナダ、ブラジル、メキシコ、フランス、オーストリア、ポルトガル、エジプト、ギリシャ、香港での生活を経験している。海外在住時代は日本人というだけでいじめ・暴力などの人種差別に遭った。
10代の頃は芸能界入りを目指し、多数のオーディションを受けていた（松田聖子の相手役、息っ子クラブなど）。タレント活動前にはラジオ関東で電話リクエスト受付対応のアルバイトや、かつて両親に内緒で芸能事務所に入り、『獅子の時代』などにエキストラで出演した経験がある。しかし芽が出ず、学習院大学文学部中退後は広告代理店に就職する。就職後は暴食により85kgまで太ってしまうが、スポーツクラブに通い、エアロビクスとダンスにより3か月で30kgのダイエットに成功する。広告代理店退社後は上原謙のマネージャーを経験したのち、インストラクターに転身。自身が大ファンであるピンク・レディーの曲の振りをフィットネスに取り入れた、「ピンク・レディー・エクササイズ」が盛況だったという。2005年、バラエティ番組『三宅裕司のドシロウト』に、ピンク・レディーの追っかけ集団「キラキラ隊」の一員として出演すると、いわゆるオネエキャラが話題となる。その後、アバンギャルドへの所属が決まり、本格的にタレント活動を開始した。芸名の「クリス」は、米国の俳優クリス・オドネル（Chris O'Donnell）に因む。
『クイズ!ヘキサゴンII』で島田紳助から「クリモン」、「ラクダ」と命名された他、乾燥した宮本亞門に似ているということから「ドライ亜門」と頻繁にいじられるようになり、初出演から程なくして常連出演者（ヘキサゴンファミリー）となった。宮本と鉢合わせした際は「ジューシー亜門」と言われて、現在は本人公認。同じく「カッパ」というあだ名で呼ばれていた山根良顕と、「ラクダとカッパ」を結成し、DVDシングル『ラクダになるぞ』を発売。この他にも、「南明奈のスーパーマイルドセブン」や「矢口真里とストローハット」などの番組内ユニットに参加した。著書の『誰にも書けないアイドル論』において「自分が作っているわけでもないのに、楽しむはずの音楽を上から目線で言いたくない。評論ではなく、音楽が好きで話している」という意向から、自身を音楽評論家ではなく、音を楽しむ『音"楽"家（おんらくか）』と名乗る。2018年、ソニー・ミュージックダイレクトより自身初の選曲監修のコンピレーション・アルバム『Chris Music Promide』シリーズを手掛ける。

## 人物
ゲイであることを公表している。
父親とは確執があり、永らく会っていないという。本人は「父が死んでも葬式には行かない。親子とか血を分けたとかいう言葉には騙されない」と述べている。
邦楽・洋楽問わず音楽好きで、レコード・CD・DVDなど2万枚以上を所有。好みのジャンルはアイドル歌謡曲、ニューミュージック、AOR、ディスコ、フュージョン、アダルト・コンテンポラリーなどである。特に松田聖子・中森明菜に関しては「デビュー日から現在まで大ファンであり、レコード・CDなどの全作品を所有しており、二人のコンサートライブにも数えきれないほど参加している」とインタビューやテレビ番組等で度々語っている。アイドルや歌謡曲、ニューミュージックなどの中でも有名な歌手以外に無名・忘れ去られた歌手やバンドに、最新注目アーティストなどもクリス自身のレギュラーラジオ番組などでも幅広く取り上げている。公式ブログでも所蔵するレコード・CDを話題に取り上げ、曲にまつわる思い出・歌手のエピソードなどを綴っている。音楽知識をもとに、解説や評論も行うほか、オリビア・ニュートン＝ジョンなどのCDのライナーノーツを手がけたり、日本航空（JAL）の機内オーディオプログラム『クリス松村のMUSIC BOOK』において、選曲・構成・プレゼンターを務めるなど、機内音楽も担当。
逸話として、ラジオで「バイシクル・レース」を聴いてクイーンが好きになり、すぐさまシングルを買おうとレコード店へ向かったが、ジャケットに写った女性の裸に恥ずかしくなり（もとより女性に興味がなかった）、代わりにアルバム『ジャズ』を購入している。
山下達郎の熱烈なファンで、最も思い入れのある曲は「愛を描いて」「希望という名の光」。2013年に行われた山下のコンサート・ツアーで販売されたパンフレットでは、山下の7thオリジナル・アルバム『MELODIES』を題材に対談を行っている。
大の航空ファンと公言しており、航空機のコレクションや航空機の写真をブログに披露している。航空機に乗るためだけの旅行をするほど、機体には詳しい。

### 主張
情報技術の進歩による社会の変化に対して否定的な考えを持っており、インターネット上で匿名での書き込みができることを問題視しているほか、ソーシャルメディアやクラウドコンピューティングなどの「ネットの副作用」により若者の想像力やコミュニケーション能力が無くなってきていると主張している。また、音楽のダウンロード販売にも否定的である。
2014年5月に発生したAKB48握手会傷害事件の犯人が無職（引きこもりあるいはニート）と報じられたことを受け、ブログで「働くことは国民の義務のはず」「大体、人を傷つけられるということは健康なわけですから、無職ということ自体おかしい」「こうした事件を起こすほぼ100%が無職です」などと厳しく非難した。また、「政府は、これから“無職者を無くそう!”というキャンペーンでも打ち出して、実行するべき時です。2020年東京オリンピックに向けて、急務な課題だと思われます。“美しい国、日本”として」などの持論を展開し、賛否両論を招いた。その後、「決して無職の方を非難したわけではございません。やむなく現在は無職という方々も多くいらっしゃることは存じておりますが、働かないことで心が病んでしまってはいけない…という内容の文面でした」などと内容の一部について釈明した。

## 出演

### テレビ出演

#### 現在の出演番組
- 日曜はカラフル!!（2019年4月 - 、TOKYO MX） - レギュラーパートナー（カラフルズ）

#### 過去の出演番組
- 九州青春銀行（2007年 - 2009年3月25日、RKB毎日放送）
- ザ・ベストハウス123（? - 2010年、フジテレビ） - ベストスリー編纂会・162号室
- クイズ!ヘキサゴンII（2007年 - 2011年9月28日、フジテレビ）
- HEY!HEY!HEY! MUSIC CHAMP（2009年 - 2012年、フジテレビ） - 「ハートにヒット」などの懐メロコーナー担当
- クイズ☆タレント名鑑（2010年 - 2012年、TBS） - 準レギュラー解答者
- バカなフリして聞いてみた（2011年4月19日 - 9月13日、日本テレビ） - 準レギュラー
- スター☆ドラフト会議（2011年4月12日 - 2013年3月5日、日本テレビ） - イジリ隊→スター☆アドバイザー
- タマネギ頭〜徹子さんおもてなしクイズ!〜（2012年4月22日 - 2013年、TBSチャンネル）
- 洋楽倶楽部＠glee（2013年7月24日 - 2014年1月15日、NHK総合） - ナビゲーター＜全22回＞
- キニナルーム 第2弾（2014年12月20日 - （全6回）、Dlife）- パネラー[28]
- クリス松村の注文の多いレコード店（2014年11月12日 - 2019年、歌謡ポップスチャンネル） - 番組メインMC
- あいどりゅ☆（2015年10月7日 - 2016年3月30日、日本海テレビ）
- ナンカゲツマチ〜よくそんなに待てますね〜（2015年11月30日 - 12月22日、テレビ東京）
- 5時に夢中!（2015年5月 - 、TOKYO MX） - 火曜日不定期ゲスト
- ニュース シブ5時（2015年8月 - 2019年3月、NHK総合） - エンタメコーナーレギュラー
  - 4時も!シブ5時（2017年4月7日 - 2018年3月9日、NHK総合） - 金曜日コメンテーター
- ひるキュン!（2017年10月 - 2019年3月26日、TOKYO MX） - 火曜パートナー
- ミュージック・モア（2018年7月 - 2023年3月4日、TOKYO MX） - 番組メインMC
- しゃべりDJ クリス松村のミュージックアワー〈松田聖子編〉（2018年9月9日（初回放送）、歌謡ポップスチャンネル） - 番組メインMC。※リピート放送あり

#### ドラマ
- お台場探偵羞恥心 ヘキサゴン殺人事件（2008年8月6日、フジテレビ） - 本人 役
- HUNTER〜その女たち、賞金稼ぎ〜 第6話（2011年11月15日、フジテレビ） - バー「シャコンヌ」マスター 役
- 精霊の守り人 悲しき破壊神（2017年3月18日、NHK総合） - 衣裳店店主 役
- 税務調査官・窓際太郎の事件簿33（2018年3月5日、TBS） - 有川文正 役

### ラジオ

#### 現在の出演番組
- クリス松村のザ・ヒットスタジオ（2015年4月4日 - 、MBSラジオ）
- クリス松村の「いい音楽あります。」（2015年4月5日 - 、アール・エフ・ラジオ日本）
- 9の音粋（2020年4月2日 - 、bayfm） - 木曜日担当

#### 過去の出演番組
- ザ・ヒットスタジオ〜レッツゴーヤンヤン〜（2011年10月29日 - 2014年3月29日、MBSラジオ）
- クリス松村のザ・ヒットスタジオ〜レッツゴーヤンヤン〜（2014年4月4日 - 2015年3月27日、MBSラジオ）
- クリス松村の音楽処方箋（2015年3月30日 - 2018年3月19日、NHKラジオ第1） - DJ
- 団塊 ザ・ミュージック（2016年10月7日 - 2017年3月3日、TOKYO FM）
- 今日は一日○○三昧（NHK-FM）
  - 第142回「今日は一日“SORAソング”三昧 ヒコーキ・ラジオ NHK002便」（2014年11月24日） - ゲスト
  - 第176回「今日は一日“ドリカム”三昧」（2017年2月11日） - パーソナリティ
  - 第203回「今日は一日"ヒデキ!ありがとう"三昧」（2018年8月16日） - パーソナリティ・構成
  - 第213回「今日は一日"竹内まりや"三昧」（2018年11月25日） - パーソナリティ
  - 第220回「今日は一日"戦後歌謡"三昧」（2019年4月29日） - ゲスト

### インターネット放送
- オニコオニママ（2010年、ミュードラ） - 声優
- あいすくりーす（アメーバスタジオ）
- あっ!とシンデレラガール（2011年4月8日 - 9月30日、あっ!とおどろく放送局）
- Boom UP TV（アメーバスタジオ）

### 映画
- 恋する弁当男子 TWILIGHT FILE VIII（2011年11月5日公開、ミライ・アクターズ・プロモーション） - 馬場日出男 役
- 老後の資金がありません!（2021年10月30日公開、東映） - 城ヶ崎君彦 役

### 吹き替え
- モンスター・ホテル（2012年9月29日、ソニー・ピクチャーズ エンタテインメント） - ルーネル 役
- モンスター・ホテル2（2016年2月20日、ソニー・ピクチャーズ エンタテインメント） - 干し首 役

### CM
- NTT番号情報 「iタウンページ」
- 年末ジャンボ宝くじ（2013年） - 人形の木村拓哉、渡哲也、壇蜜と共演（声のみの出演）
- 大日本除虫菊 「コンバット」（2014年）
- マンダム「GATSBY」（2015年） - 松田翔太と共演[29]

## 作品

### 著書
- 「誰にも書けない」アイドル論（2014年8月1日、小学館新書）

### 楽曲
- ラクダとカッパ『ラクダになるぞ』（2008年5月21日、ポニーキャニオン） - DVDシングル
- 南明奈のスーパーマイルドセブン（よしもとアール・アンド・シー）
  - 『I Believe 〜夢を叶える魔法の言葉〜/Don't leave me』（2009年6月17日）
  - 『幸せになろう/恋』（2010年3月17日）
- 矢口真里とストローハット 『風をさがして』（2010年1月13日、avex trax）

### 選曲・監修
- Chris Music Promideシリーズ
  - Chris Music Promide〜あの夏のカセット〜（2018年5月30日、ソニー・ミュージックダイレクト） - CDアルバム
  - Chris Music Promide〜あのドライヴのカセット〜（2018年11月18日、ソニー・ミュージックダイレクト） - CDアルバム
  - Chris Music Promide〜あの空と旅のカセット〜（2019年6月26日、ソニー・ミュージックダイレクト） - CDアルバム
- CYNTHIA ALIVE（ソニー・ミュージックダイレクト、2020年7月2日発売） - 南沙織のCD-BOX